# إدوارد إف. شي
إدوارد إف. شي (بالإنجليزية: Edward F. Shea) هو محامي وقاضي أمريكي، ولد في 1942 في مالدن في الولايات المتحدة.